# 하나야시키

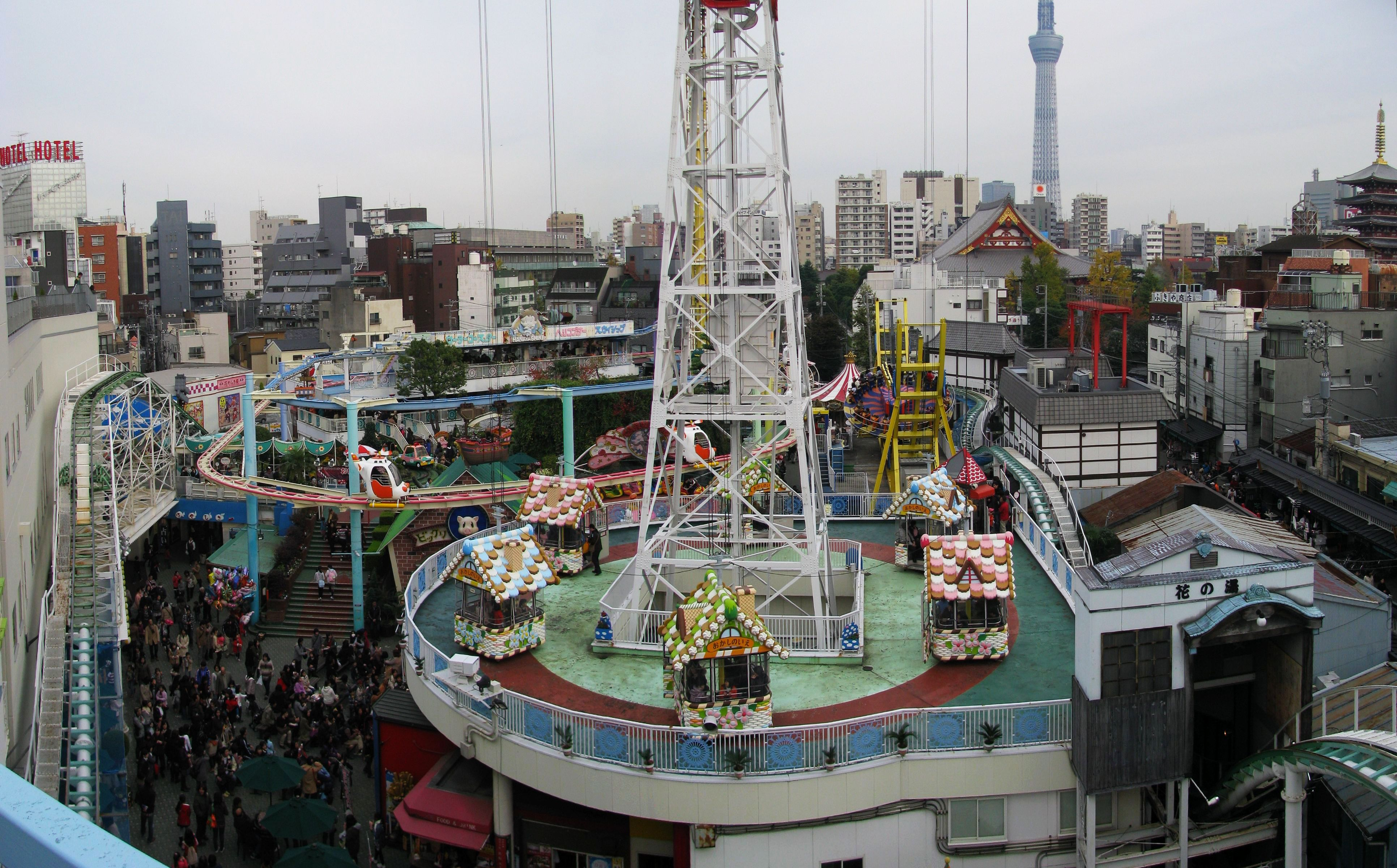
하나야시키.

하나야시키(일본어: 浅草花やしき 아사쿠사하나야시키[*])는 일본 다이토구에 있는 놀이공원이다. 1853년 화원과 동물원으로 처음 문을 연 후 1949년에 놀이공원으로 영역을 넓혔다. 하나야시키의 심벌인 비타워를 시작으로, 25가지의 놀이 시설이 있다.